# Huśtawka (film)
Huśtawka – polski film z 2010 roku w reżyserii Tomasza Lewkowicza.

## Obsada
- Wojciech Zieliński – Michał.
- Karolina Gorczyca – Karolina.
- Joanna Pierzak – Anna, żona Michała.
- Dobromir Dymecki – Piotr, brat Anny.
- Krzysztof Wach – Dawid, kolega Karoliny.

## Nagrody i nominacje
Złota Kaczka 2010
- nominacja w kategorii najlepszy film sezonu 2009/2010 Tomasz Lewkowicz.
- nominacja w kategorii najlepszy aktor sezonu 2009/2010 Joanna Orleańska zob. Joanna Pierzak.
- nominacja w kategorii najlepszy autor zdjęć sezonu 2009/2010 Mariusz Palej.
- nominacja w kategorii najlepszy scenarzysta sezonu 2009/2010 Szymon Gonera i Tomasz Lewkowicz.

Nagroda im. Zbyszka Cybulskiego.
- nominacja do nagrody głównej dla Wojciecha Zielińskigo.